# 윤근
윤근(尹勤, ? ~ ?)은 후한 중기의 관료로, 자는 숙량(叔梁)이며 남양군 사람이다.

## 행적
성품이 독실하고 학문을 좋아하였으나, 몹시 고되게 생활하여 집의 문에 가시덤불이 자라기까지 하니 사람들이 그 절의를 칭송하였다.
훗날 안제 때 정책을 수립한 공로로 복정후(福亭侯)에 봉해져 식읍 5백 호를 받았다. 관직이 사공에 이르렀으나, 폭우로 농작물이 피해를 입은 것에 책임을 물어 면직되고 봉국으로 내려갔다. 이후 병들어 죽었고, 아들이 없어 봉국은 폐지되었다.

## 출전
- 범엽, 《후한서》 권4 효화효상제기·권5 효안제기·권46 곽진열전

| 전임 소감 | 후한의 태상 ? ~ 106년 | 후임 위패 |

| 전임 진총 | 후한의 사공 106년 ~ 107년 | 후임 주장 |